# Beth Potter
Beth Potter (født 27. december 1991) er en britisk atlet, der konkurrerer i langdistanceløb .

## Karriere
Hun repræsenterede Storbritannien ved sommer-OL 2016 i Rio de Janeiro i 2016, hvor hun sluttede på en 34. plads i 10.000 meter.
Hun vandt bronze i kvindernes triatlon bag Frankrigs Cassandre Beaugrand og Schweiz' Julie Derron ved sommer-OL 2024 i Paris,  og tog også en bronzemedalje for Storbritannien i mixed stafet sammen med Georgia Taylor-Brown, Sam Dickinson og Alex Yee.